# Naturschutzgebiet Ochsenberg
Das Naturschutzgebiet Ochsenberg mit einer Größe von 12,4 ha liegt westlich von Antfeld im Stadtgebiet von Olsberg im Hochsauerlandkreis. Das Gebiet wurde 2004 mit dem Landschaftsplan Olsberg durch den Hochsauerlandkreis als Naturschutzgebiet (NSG) ausgewiesen. Das NSG stellt seit 2004 eine von zehn Teilflächen des Fauna-Flora-Habitat-Gebietes (FFH) Höhlen und Stollen bei Bestwig und Olsberg (Natura 2000-Nr. DE-4616-304) im Europäischen Schutzgebietssystem nach Natura 2000 dar. Nur der westliche Bereich des NSG an der Stadtgrenze gehört zum FFH-Gebiet.

## Gebietsbeschreibung
Beim NSG handelt es sich um das Gelände eines früheren Schieferbergwerkes mit Stollen und Abraumhalden. Der Wald im NSG besteht hauptsächlich aus Eichen und Hainbuchen. Weitere Baumarten im Gebiet sind Berg-Ahorn, Faulbaum, Rotbuche, Sal-Weide, Stieleiche, Hänge-Birke und Rotfichte. 
Auswahl vom Landesamt dokumentierter Pflanzenarten im Gebiet: Aronstab, Blasenflechte, Breitblättriger Thymian, Buschwindröschen, Echter Wundklee, Echter Wurmfarn, Echtes Johanniskraut, Eichenfarn, Einbeere, Einblütiges Perlgras, Frauenfarn, Frühlings-Fingerkraut, Gewöhnlicher Natternkopf, Gewöhnlicher Spindelstrauch, Golddistel, Große Sternmiere, Großes Hexenkraut, Großes Springkraut, Großes Zweiblatt, Hohe Schlüsselblume, Kleine Bibernelle, Kleiner Odermennig, Kleiner Wiesenknopf, Kleines Habichtskraut, Magerwiesen-Margerite, Purgier-Lein, Rainfarn, Sanikel, Scharfer Mauerpfeffer, Schmalblättriger Hohlzahn, Schönes Frauenhaarmoos, Männliches Knabenkraut, Steinquendel, Tauben-Skabiose, Trauben-Gamander, Vielblütige Weißwurz, Wald-Erdbeere, Wald-Veilchen, Wald-Zwenke, Wald-Ziest, Waldmeister und Wiesen-Flockenblume.
In dem Stollen befinden sich Winterquartiere von Fledermäuse. In den Stollen befinden sich Winterquartiere von Fledermäuse, darunter die Wasserfledermaus, Kleine Bartfledermaus und Zwergfledermaus. Weitere vom Landesamt für Natur, Umwelt und Verbraucherschutz Nordrhein-Westfalen dokumentierter Tierarten im NSG sind Fadenmolch und Schwarzspecht.

## Schutzzweck
Im NSG soll der Stollen und der Wald geschützt werden. Wie bei allen Naturschutzgebieten in Deutschland wurde in der Schutzausweisung darauf hingewiesen, dass das Gebiet „wegen der Seltenheit, besonderen Eigenart und Schönheit des Gebietes“ zum Naturschutzgebiet wurde.